# UFC Fight Night 6
UFC Fight Night: Sanchez vs. Parisyan（ユーエフシー・ファイトナイト・シックス）は、アメリカ合衆国の総合格闘技団体「UFC」の大会の一つ。2006年8月17日、ネバダ州ラスベガスのレッドロック・リゾートスパ&カジノで開催された。
本大会ではディエゴ・サンチェスとカロ・パリジャンのウェルター級戦がメインイベントとして行われた。なお、大会はSpike TVにより全米およびカナダへ無料放送された。

## 大会概要
メインイベントではディエゴ・サンチェスがカロ・パリジャンから判定勝ちを収めた。
UFC初参戦となった佐々木有生はディーン・リスターに判定負けを喫した。
CWFCミドル級王者マルティン・カンプマン、CWFCウェルター級王者フォレスト・ペッツ、キャリア7戦全勝のジェイク・オブライエンがUFCデビュー。
本大会より大会名が「Ultimate Fight Night」から「UFC Fight Night」に変更された。

## 試合結果

### プレリミナリィカード
第1試合 ウェルター級 5分3R
○  アンソニー・トーレス vs.  パット・ヒーリー ×
1R 2:37 チョークスリーパー
第2試合 ウェルター級 5分3R
○  フォレスト・ペッツ vs.  サム・モーガン ×
3R終了 判定3-0（30-26、30-23、30-27）
第3試合 ヘビー級 5分3R
○  ジェイク・オブライエン vs.  クリストフ・ミドゥ・"ザ・フェニックス" ×
2R 0:52 TKO（レフェリーストップ：パウンド）
第4試合 ウェルター級 5分3R
○  ジョー・リッグス vs.  ジェイソン・フォン・フルー ×
1R 2:01 三角絞め
第5試合 ミドル級 5分3R
○  マルティン・カンプマン vs.  クラフトン・ワレス ×
1R 2:59 チョークスリーパー

### メインカード
第6試合 ウェルター級 5分3R
○  ジョシュ・コスチェック vs.  ジョナサン・グレ ×
1R 4:10 TKO（ギブアップ：パウンド）
第7試合 ミドル級 5分3R
○  ディーン・リスター vs.  佐々木有生 ×
3R終了 判定3-0（30-27、30-27、30-27）
第8試合 ミドル級 5分3R
○  クリス・リーベン vs.  ジョルジ・サンチアゴ ×
2R 0:35 KO（左フック）
第9試合 ウェルター級 5分3R
○  ディエゴ・サンチェス vs.  カロ・パリジャン ×
3R終了 判定3-0（29-28、29-28、30-26）

### 各賞
ファイト・オブ・ザ・ナイト： ディエゴ・サンチェス vs. カロ・パリジャン
ノックアウト・オブ・ザ・ナイト： クリス・リーベン
サブミッション・オブ・ザ・ナイト： ジョー・リッグス